# 손인실
손인실(1917년 ~ 1999년 2월 10일)은 대한적십자사 부총재, 대한YWCA연합회 회장을 역임한 여성운동가이자, 시민운동가, 사회기관단체인이다.

## 생애
1917년 일제강점기 경성부에서 독립운동가이자 정동제일교회 담임목사였던 아버지 손정도와 어머니 박신일 사이에서 출생하였고, 중국에서 중.고교를 마치고 이화여전 영문학과를 졸업했다.
1963년 재건국민운동본부 중앙부녀국장을 시작으로 범여성가족법개정 촉진위원회 부회장, 한국여성단체협의회 회장, 한국여성개발원이사장을 역임하는등 한국 여성운동을 주도했다. 또 민주화합추진위원회 부위원장, 소비자보호단체협의회 회장, 한국보건위원회 위원으로서 소외된 이웃을 위한 시민운동에도 앞장섰다. 1975부터 1982년까지 대한YWCA연합회회장, 1988년부터 1992년까지 대한적십자사 부총재를 지냈고, 1976년 대한주부클럽연합회제정 신사임당상을 수상했다.
은퇴 후 1998년 딸 문성자씨가 거주하는 미국 뉴욕으로 이주했고, 지병인 폐암수술 뒤 합병증으로 투병생활을 하다 1999년 2월 10일 새벽 4시30분(한국시간) 향년 82세로 별세했다. 남편 문병기와 의사인 아들 재현, 화가인 딸 성자 등 1남 1녀를 두었다. 김기창 화백의 딸을 며느리로 맞아 김 화백과는 사돈지간이며 대한민국 해군 제독을 지낸 손원일은 손인실의 오빠다. 그의 조카인 손명원은 현대미포조선 쌍용자동차 사장을 역임했다.

## 참고 문헌
- <별세한 대한YWCA연합회 전회장 손인실여사>, 연합뉴스 1999.02.10.